# Ursicinus von Ravenna (Bischof)

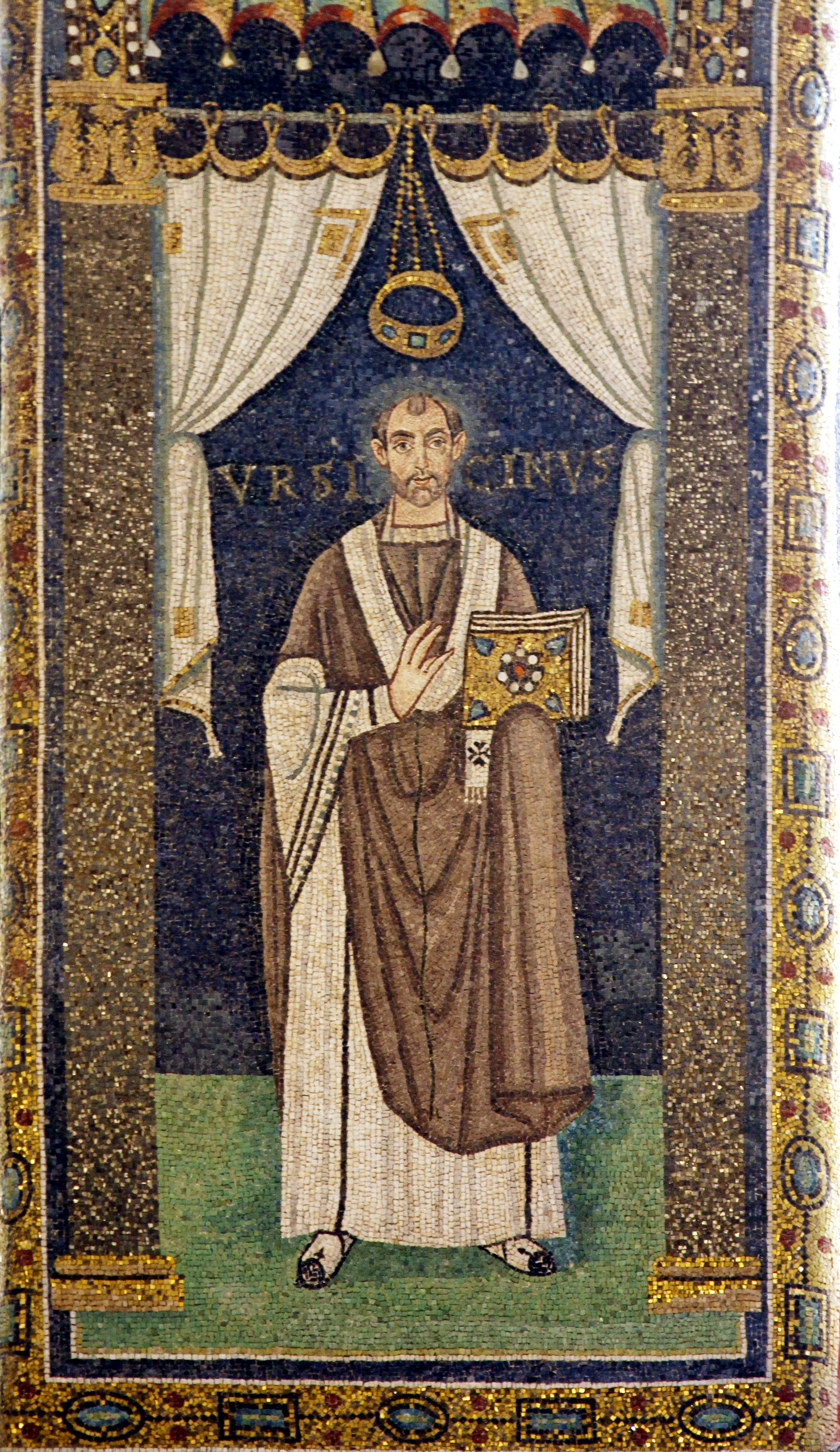
Apsismosaik aus Sant’Apollinare in Classe

Ursicinus von Ravenna ist ein Heiliger der katholischen Kirche und war von 533 bis 536 Erzbischof von Ravenna. Sein Gedenktag ist der 5. September.
Vorgänger Ursicinus’ war Erzbischof Ecclesius von Ravenna (522–532). Möglicherweise folgte ihm Ursicinus nicht direkt nach (Sedisvakanz). Ursicinus war Mandans (juristischer Auftraggeber) für die Basilika Sant’Apollinare in Classe. Dies ist durch eine Inschrift im Narthex dieser Kirche belegt, die der Kirchenhistoriker Agnellus von Ravenna aus dem 9. Jahrhundert überliefert:
„B. Apolenaris Sacerdotis Basilica mandante Ursicino Episcopo a fundamentis Iulianus Argentarius aedificavit ornavit atque dedicavit consecrante Maximiano Episcopo.“
Sein Grab befindet sich in der Basilika San Vitale, in der Kapelle von Nazarius und Celsus.

## Darstellung in Sant’Apollinare in Classe
In der Apsis ist er zusammen mit den Bischöfen Severus, Ursus und Ecclesius dargestellt. Über den Bischöfen, die alle ohne Nimbus dargestellt sind, hängen zwischen gerafften Vela (Vorhängen) Diademe. Ursicinus trägt eine Alba (weiße Dalmatik), eine Planeta und ein Pallium als Abzeichen der erzbischöflichen Würde. An seinen Füßen trägt er spezielle Calcei, wie sie nur von Angehörigen der Oberschicht getragen wurden. In seiner Linken hält er die Heilige Schrift, die als juwelenbesetzter Prachtkodex dargestellt ist. Wie dies auch im byzantinischen Hofzeremoniell bei dem Kaiser zu reichenden Gegenständen vorgeschrieben war, berührt er den Kodex nicht direkt, sondern verhüllt seine Hand mit der Planeta. Die Darstellungen stammen aus dem 6. Jahrhundert und zeigen bei den zeitlich nahe gelegenen Bischöfen Ecclesius und Ursicinus porträthafte Züge.